# 阿圖什人
阿圖什人，是維吾爾族中的分支，說維吾爾語的阿圖什方言，人口約約300萬人。

## 歷史
第一次提到阿爾圖什及其居民出現在九至十一世紀的喀喇汗王朝時代，由樣磨部落建立。
阿圖什人的起源可以追溯到突厥樣磨部落，第一批喀喇汗統治者來自阿爾圖什，他們的陵寢(麻札)和清真寺也在當地，包括薩圖克·博格拉汗的墓地。
儘管靠近喀什噶爾（35-45公里），但阿圖什人並不認為自己是喀什人，他們說自己的方言，有自己的傳統。

## 傳統職業
由於多山、多石、地勢乾旱，阿圖什的農業難以開展，自古以來，阿圖什人的主要職業是貿易。農業只是佔次要位置，主要農作物有無花果、葡萄、石榴、桃等。阿圖什的畜牧業發達，包括畜牧和遊牧，阿圖什人通常從當地遊牧民族僱用牧羊人(主要是柯爾克孜族)。
阿圖什人也在不同地區進行貿易 - 在中亞，印度，阿富汗，中國，西伯利亞，近東和中東國家。準噶爾汗國時期，阿圖什維吾爾族和喀什噶爾人在北疆貿易城市塔城市有基地，從那裡與西伯利亞和草原地區進行貿易。在準噶爾汗國，貿易主要由阿圖什和喀什維吾爾人控制(稱為伯爾格德)。
在清朝時期，許多阿圖什維吾爾人定居在哈密，那裡與中國和蒙古人的貿易條件更加便利。
阿圖什維吾爾人在中亞國家也擁有許多批發市場，並佔維吾爾族企業家的大部分，在吉爾吉斯斯坦、烏茲別克、塔吉克的批發市場——阿圖什、索蒙（塔吉克）、塔什干（維吾爾市場，靠近競技場）、卡拉蘇市場（吉爾吉斯斯坦卡拉蘇）、麥地那（吉爾吉斯斯坦比什凱克）。
在沙烏地阿拉伯的麥加市，有很多來自阿圖什的移民，阿圖什人有自己的社區中心——阿圖什拉巴特，這是一座七層高的大型建築，還結合了維吾爾朝聖者的酒店、餐廳、商店，該中心是由阿圖什企業家的努力建造的。阿圖什維吾爾人從十九世紀末開始開始在沙烏地阿拉伯定居。
阿圖什維吾爾族在新疆的地方和黨政府中都有很好的代表性。